# Robin Budd
Robin Budd es un director de animación estadounidense, conocido por dirigir series como Ruby Gloom o Beetlejuice. También dirigió Peter Pan y el regreso al país de nunca jamás.

## Filmografía
- Beetlejuice (serie) (1992)
- Peter Pan y el regreso al país de nunca jamás (2002)
- Gerald McBoing Boing (2005)
- Ruby Gloom 2006